# رايموند فرازير
رايموند فرازير (بالإنجليزية: Raymond Fraser)‏ (8 مايو 1941 في كندا - 22 أكتوبر 2018، فريدريكتون في كندا)؛ شاعر وروائي كندي.